# Даже не думай 2: Тень независимости
«Даже не думай 2: Тень независимости» — российская молодёжная комедия, снятая в 2004 году. Продолжение предыдущего фильма — «Даже не думай!» (2002).
Сюжет построен вокруг приключений трех героев Марата, Белого и Ника в бывшей латышской колонии Кенгарагс в районе экватора. Киновед Станислав Ф.Ростоцкий в своей рецензии отмечает, что сюжет потерял маломальский смысл уже через пятнадцать минут.

## В ролях
| Актёр              | Роль                                         |
| ------------------ | -------------------------------------------- |
| Алексей Алексеев   | Марио                                        |
| Сергей Мухин       | Ник                                          |
| Артём Ткаченко     | Белый                                        |
| Алексей Панин      | Белый во сне Марата                          |
| Дельфин            | Лео                                          |
| Андрей Панин       | Чернов                                       |
| Анастасия Цветаева | Маша                                         |
| Максим Лагашкин    | Гонзо                                        |
| Александр Робак    | Бычко                                        |
| Александр Семчев   | Рудик                                        |
| Алексей Горбунов   | Лидер свингеров                              |
| Алексей Кортнев    | Нефтяник Василий                             |
| Игорь Ганжа        | Нефтяник Степан                              |
| Евгений Стычкин    | Плакса Раймик                                |
| Саша Бальтцер      | Марта                                        |
| Сергей Рубан       | Телохранитель Бычко (пародия на Терминатора) |
| Артём Кретов       | эпизод                                       |

## Саундтрек
1. Даже не думай дважды — Master Spensor
2. Я не люблю — 63 Регион
3. Марат — Не замужем
4. Pizness — Децл feat. M.C. Молодой
5. Погибшая планета — Паук
6. Два года в деле — NTL
7. Sun shine reggae — Команда Вода
8. Я плохой — Зубрила
9. Когда не хочется верить — Dымовая Zавеса
10. Любовь без взаимности — NTL & LBV
11. Яйца — Бонч Бру Бонч
12. Elektrik-sexy — Дельфин
13. Даже не думай — Руки Вверх
14. Мы мафия — G-Style M.A.F.I.A.
15. Не трогай моих собак — Dымовая Zавеса
16. Кинозвезда — Не замужем
17. Она была сукой — Al Solo feat. Купер
18. Kas i', ko? (pied. Guiseppe) — Gustavo
19. Фильм с плохим концом — Белые Братья
20. Пара парней — Команда Вода